# Parailia spiniserrata
Parailia spiniserrata es una especie de peces de la familia Schilbeidae en el orden de los Siluriformes.

## Morfología
• Los machos pueden llegar alcanzar los 6,6 cm de longitud total.

## Reproducción
Es ovíparo y los huevos no son protegidos por los padres.

## Hábitat
Es un pez de agua dulce y de clima tropical.

## Distribución geográfica
Se encuentran en África: ríos  Gambia y  Geba (Guinea-Bissau), y cuenca del río Jong (Sierra Leona ).